# L'inganno felice
L'inganno felice è una farsa di Gioachino Rossini. Il libretto, in un atto, è di Giuseppe Maria Foppa.
Rientra nell'ambito dell'opera semiseria.
La prima rappresentazione ebbe luogo l'8 gennaio 1812 al Teatro San Moisè di Venezia con Teresa Belloc-Giorgi e Filippo Galli (basso).
L'inganno felice è la terza opera rappresentata di Rossini (dopo La cambiale di matrimonio e L'equivoco stravagante) e fu il suo primo grande successo. Infatti all'immediato successo a Venezia, seguirono non solo rappresentazioni in tanti teatri italiani e stranieri ma anche la stampa dello spartito e della partitura, cosa all'epoca piuttosto rara.
Il 28 marzo 1813 avviene la prima nel Teatro San Benedetto di Venezia.
Il 30 novembre 1818 avviene la prima nel Teatro San Luca di Venezia (oggi Teatro stabile del Veneto Carlo Goldoni).
Il 13 maggio 1819 avviene la prima nel Théâtre-Italien di Parigi con Giuseppina Ronzi de Begnis e Marco Bordogni.
Il successivo 31 luglio avviene la prima nel Teatro degli Avvalorati di Livorno ed il 27 novembre al Teatro San Giovanni Grisostomo di Venezia.
Il 26 gennaio 1831 avviene la prima nel Teatro San Carlo di Napoli con Antonio Tamburini e Michele Benedetti (basso) ed il successivo 3 giugno al Teatro della Canobbiana di Milano con Clorinda Corradi e Giuseppe Frezzolini.
Il 23 settembre 1834 avviene la prima nel Nuovo Ducale Teatro (oggi Teatro Regio di Parma).
Dopo l'iniziale successo l'opera ebbe però poca circolazione e fortuna, sia perché fu eclissata dalle altre più celebri opere buffe (Barbiere di Siviglia, Cenerentola, Italiana in Algeri...), sia perché, a differenza delle altre farse, essa rappresentava un soggetto più drammatico e quasi tragico (l'antefatto della vicenda e il tentato suicidio del Duca, temi che anticiperanno il Sigismondo, di libretto sempre di Foppa). Tutt'oggi, infatti, è la meno rappresentata delle cinque farse veneziane.

Nel 1973 avviene la prima nel Teatro Animosi di Carrara, nel Teatro Guglielmi di Massa, nel Teatro Persio Flacco di Volterra, nel Teatro dei Rinnovati di Siena, nel Teatro del Popolo (Colle di Val d'Elsa), nel Teatro Florentia (Cinema-Teatro Florentia) di Larderello, nel Teatro Manzoni (Pistoia), nel Cinema Teatro Roma di Pontedera, nel Teatro Giotto (Borgo San Lorenzo), nel Teatrodante Carlo Monni di Campi Bisenzio, nel Ridotto del Teatro del Popolo di Castelfiorentino, nel Teatro Petrarca di Arezzo, nel Teatro degli Industri di Grosseto e nel Teatro Solvay di Rosignano Marittimo.
La prima rappresentazione al Rossini Opera Festival avviene nel 1980 diretta da Alberto Zedda con Sesto Bruscantini ed Enzo Dara e replicato nel 1994 con Carlo Rizzi (direttore d'orchestra), l'Orchestra del Teatro Comunale di Bologna, Lucio Gallo e Lorenzo Regazzo.
Nel 1996 avviene la prima nel Teatro Comunale di Firenze e nel Teatro Caio Melisso di Spoleto con Riccardo Zanellato, Nicola Ulivieri e Giovanni Guarino.

## Cast della prima assoluta
| Ruolo     | Registro vocale | Interprete           |
| --------- | --------------- | -------------------- |
| Bertrando | tenore          | Raffaele Monelli     |
| Isabella  | soprano         | Teresa Belloc-Giorgi |
| Ormondo   | basso           | Vincenzo Venturi     |
| Batone    | basso           | Filippo Galli        |
| Tarabotto | basso           | Luigi Raffanelli     |

## Trama
Antefatto: Isabella, moglie fedele del duca Bertrando, respinge le avances di Ormondo, consigliere del Duca. Ormondo, per vendetta, mente a Bertrando dicendogli che la moglie è infedele: il Duca ordina che la moglie sia uccisa, e Isabella viene condotta da Batone, servo di Ormondo, su una barchetta, poi abbandonata e lasciata alla mercé delle onde. La navicella però arriva su una spiaggia e Isabella viene soccorsa dal minatore Tarabotto. Al suo salvatore Isabella non vuole far sapere la sua identità, e Tarabotto la fa passare per sua nipote Nisa. 

Dieci anni dopo: Isabella rivela la verità a Tarabotto, e lui le consiglia di approfittare delle circostanze per rivelare la verità a Bertrando: egli infatti si trova in quelle miniere con il suo seguito, per studiare una strategia contro il nemico che avanza. Il Duca, Ormondo e Batone rimangono sconvolti quando vedono la finta Nisa, che credono un fantasma vendicatore di Isabella. La donna, dal canto suo, non si fida più di Bertrando, ma sente di amarlo ancora e cerca di riavvicinarsi a lui. Batone intanto è sconvolto e spaventato, e viene costretto da Ormondo a rapire Nisa-Isabella. L'intreccio ha la sua acme nel finale notturno, ogni personaggio spera che il suo piano vada a compimento: Batone e Ormondo sperano di riuscire a rapire Nisa, Bertrando cerca di difendere Nisa per la quale nutre un grandissimo affetto, Tarabotto spera di ricongiungere la coppia. Alla fine i piani di Ormondo vengono sventati e il traditore viene arrestato, Isabella e Bertrando si ricongiungono dopo dieci anni, Tarabotto viene ricompensato per la sua lealtà, Batone viene graziato da Isabella.

## Organico orchestrale
La partitura di Rossini prevede l'utilizzo di:
- 2 flauti (II. anche ottavino), 2 oboi, 2 clarinetti, fagotto
- 2 corni
- archi

Per i recitativi secchi:
- pianoforte (violoncello e contrabbasso ad libitum)

## Struttura dell'opera
- 1: Sinfonia
- 2: Introduzione e Duetto Cosa dite! (Tarabotto, Isabella)
- 3: Aria Qual tenero diletto (Bertrando)
- 4: Aria Una voce m'ha colpito (Batone)
- 5: Terzetto Quel sembiante, quello sguardo (Bertrando, Tarabotto, Isabella)
- 6: Aria Tu mi conosci (Ormondo)
- 7: Duetto Và taluno mormorando (Batone, Tarabotto)
- 8: Aria Al più dolce e caro oggetto (Isabella)
- 9: Finale Tacita notte amica (Batone, Isabella, Tarabotto, Bertrando, Ormondo)

## Incisioni discografiche
| Anno | Cast (Isabella, Bertrando, Batone, Tarabotto, Ormondo)                               | Direttore       | Etichetta     |
| ---- | ------------------------------------------------------------------------------------ | --------------- | ------------- |
| 1963 | Emilia Cundari, Fernando Jacopucci, Giorgio Tadeo, Paolo Montarsolo, Sergio Pezzetti | Carlo Franci    | Arkadia       |
| 1992 | Amelia Felle, Iorio Zennaro, Natale De Carolis, Fabio Previati, Danilo Serraiocco    | Marcello Viotti | Claves        |
| 1996 | Annick Massis, Raúl Giménez, Rodney Gilfry, Pietro Spagnoli, Lorenzo Regazzo         | Mark Minkowski  | Erato         |
| 2005 | Corinna Mologni, Kenneth Tarver, Marco Vinco, Lorenzo Regazzo, Simon Bailey          | Alberto Zedda   | Naxos Records |